# BIP

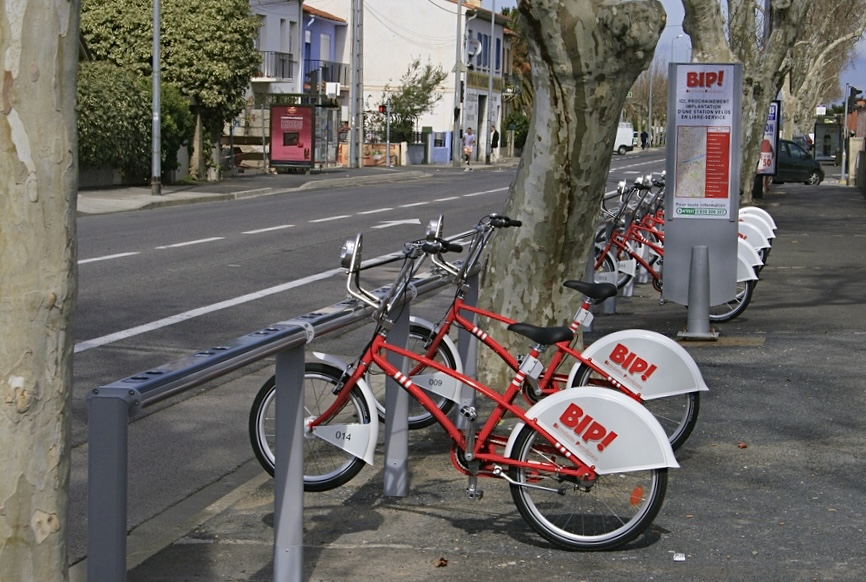
Estació del BIP! enfront de l'Hospital de Sant Joan, a Perpinyà.

El BIP! (per Bicicleta Perpinyà) fou el servei de bicicletes públiques de la ciutat de Perpinyà.

## Història
El servei, proporcionat per l'empresa nord-americana ClearChannel es va inaugurar el 27 de febrer de 2008 amb 15 estacions i 150 bicicletes i funciona les 24 hores. Les inscripcions es van poder fer des de l'11 de febrer amb l'oferta dels primers 1000 abonaments de franc. El preu de l'abonament anual per utilitzar el servei és de 24 euros, tot i que entre l'11 de febrer i el 30 de maig hi ha una oferta promocional de 6 euros. Estava previst un abonament setmanal (anomenat Dia de la Llibertat) d'1 euro.
Disponible en català i francès, el servei era idèntic al Bicing de Barcelona, amb la mateixa empresa concessionària, el mateix tipus d'estacions i bicicletes, i la mateixa plataforma web.
El servei es va aturar a finals de 2017, quan el contracte amb la Clear Channel no fou renovat a causa d'una feble freqüència.

## Funcionament
Els servei estava pensat per a ser gestionat mitjançant Internet. Els usuaris podíen donar-s'hi d'alta mitjançant el propi web del servei Arxivat 2012-12-06 a Wayback Machine., per correu electrònic o per telèfon si s'aconsegueix el full d'inscripció disponible a tots els edificis administratius de Perpinyà. Amb la inscripció, per a la qual calia obligatòriament una targeta de crèdit i un document d'identitat, s'obtenia un compte d'usuari a partir del qual l'usuari gestionava el servei i podia consultar el seu historial d'ús. Al cap de 10 dies aproximadament es rebia a casa una targeta amb la qual es podíen agafar les bicicletes, i es podia utilitzar un cop s'hagués validat al compte d'usuari al lloc web.
El BIP! funcionava amb estacions distribuïdes pel centre de la ciutat. Gestionades informàticament en temps real, cada estació disposava d'uns 10 llocs per a bicicletes, cadascun dels quals disposava de dos forats on inserir la bicicleta. Els usuaris podíen consultar l'estat de cada estació mitjançant un mapa interactiu al web del servei.
Quan un usuari volia agafar una bicicleta, apropava la seva targeta a la terminal de l'estació i aquesta l'indicava mitjançant un número la bicicleta que havia d'agafar. L'usuari només havia d'empènyer la bicicleta cap amunt per extreure la bicicleta de l'estació. Per a tornar-la, l'usuari simplement havia d'introduir la bicicleta un altre cop als forats de qualsevol estació. El sistema estava pensat perquè la distribució de les bicicletes sigui automantinguda.
Amb l'abonament cada usuari disposava de 30 minuts gratuïts de trajecte entre estacions. Si el trajecte superava aquest temps, passaria a pagar 30 cèntims cada mitja hora extra, fins a un màxim de dues hores de temps total. Si s'excedíssin les dues hores, l'usuari hauria de pagar una penalització de 3 euros per hora o fracció. Si en 24 hores no es tornava la bicicleta, s'havíen de pagar 150 euros. Tots els pagaments es carregàven automàticament a la targeta de crèdit que ha proporcionat l'usuari en el moment de donar-se d'alta al servei. Si la targeta de crèdit fou caducada el servei no es podia tornar a utilitzar fins que l'usuari no hagués actualitzat les dades de la targeta a la seva àrea d'usuari.

## La bicicleta
La bicicleta tenia un disseny diferenciat del de les bicicletes comercials, per tal d'impedir el seu robatori i posterior venda en el mercat negre. Tanmateix, cal dir que el disseny és compartit amb alguns dels serveis de compartició de bicicleta que gestionava l'empresa ClearChannel, com el Bicing de Barcelona (gairebé idèntic). La bicicleta també estava dissenyada per a la màxima durabilitat, tenint en compte que estava les 24 hores a la intempèrie. El cost estimat de cada bicicleta estava al voltant dels 450 euros.
La bicicleta era de color vermell, amb parafangs de color blanc. El quadre era de ferro i alumini, amb un pes de 16,8 kg. La roda posterior tenia una mida comparable a la d'una bicicleta de muntanya, mentre que la davantera era més petita, semblant a les de bicicletes plegables. Ambdues rodes tenien pneumàtics amples. Disposava d'una llum vermella al darrere i d'una llum blanca al davant, que s'enceníen automàticament quan era de nit. Les llums es carregaven a la mateixa estació. La bicicleta també disposava d'un canvi intern Shimano Nexus de tres marxes, amb fre intern incorporat. El fre de davant era un fre estàndard de tipus V-Brake. El manillar tenia una forma especial amb porta bosses inclòs, amb la maneta del canvi era de tipus Grift Shift i un timbre. Disposava d'un peu plegable per mantenir-la dreta.
Cada bicicleta tenia un número i era identificada pel sistema informàtic cada cop que s'insereix a una estació. D'aquesta manera es controlava el temps del trajecte, així com el seu manteniment.